# Свети Антоније Нови
Свети препообни Антоније Нови  (грч. Οσιος Αντωνιος ο νεος εκ Βεροιας), је хришћански православни светитељ, поштован,  од 15. века. 
Православна црква  обележава успомену на светог Антонија 17. (31.) јануара.

## Биографија
Време Антонијевог живота је непознато. Традиционално се верује да је живео између 1450. и 1540. године. Католикон манастира, подигнут на месту његовог страдања, датира из 14. века и према томе се живот светитеља мора односити на ранији период, пре 12. века. Житије Антоније је написао митрополит Костурски Кирил (Кир).
Антоније је рођен у македонском граду Беру од побожних родитеља. Као младић ступио је у Берски манастир „Свети Јован Претеча“ на планини Фламбо (Пијерија), где је постао узор за монашке врлине братији.
Уз игуманово допуштење, Антоније се повукао у тешко приступачну пећину на обали реке Бистрице, где је живео у испосници око 50 година и општио само са једним свештеником који га је причешћивао. Према житију, као и његов заштитник свети Антоније Велики, Антоније се одбија од ђаволских искушења која желе да прекину његову молитву и натерају га да напусти свој манастир, која му се јављају у разним ликовима, као што је визија реке која се диже и прети да сваког трена потопи пећину. Тако је монах доживео деведесет година и мирно се повукао у своју пећину. После његове смрти, ловци су случајно пронашли његово тело. Берани, предвођени градским епископом, однели су мошти у град и положили у цркви Пресвете Богородице Камариотисе, а Антоније је постао светитељ заштитник града. За мошти се говори да су помогле многа исцељења. Грчка православна црква обележава помен Светог Антонија Новог 17. јануара и 1. августа, са много ходочасника који хрле у Бер из целе Македоније.
У пожару је 1860. године изгорела црква Свете Богородице Камариотисе, а на њеном месту је подигнута црква Светог Антонија Новог, која је такође страдала у пожару 1898. године, а 1904. године је обновио велики грчки архитекта Ксенофонт Пеонидис.